# Tanytarsus sernovi
Tanytarsus sernovi är en tvåvingeart som först beskrevs av Olivari 1955.  Tanytarsus sernovi ingår i släktet Tanytarsus och familjen fjädermyggor. Inga underarter finns listade i Catalogue of Life.